# Hibat Allah Abu'l-Barakat al-Baghdaadi
Hibat Allah Abu'l-Barakat al-Baghdaadi (c. 1080-1165) fue un médico, filósofo, psicólogo, y científico musulmán, de ascendencia judeo-árabe de Bagdad, Irak. Su nombre de nacimiento hebreo era Nathanel. 
Se sabe que Abu-l-Barakat se convirtió del judaísmo al Islam durante su vida. Sus ideas ejercieron influencia sobre la escuela iluminista de la filosofía islámica clásica, sobre el filósofo medieval judío 'Izz ad-Dawla Ibn Kammuna, como también sobre los filósofos cristianos Jean Buridan y Alberto de Sajonia.

## Kitab al-Mu'tabar
Escribió una crítica a la filosofía aristotélica y a la física aristotélica titulada Kitab al-Mu'tabar, en la cual desarrolla algunos conceptos que poseen similitud con varias de las teorías modernas de la física.

### Movimiento
Según A.C. Crombie, al-Baghdaadi era un seguidor del avicenismo, que "proponía una explicación de la aceleración de los cuerpos en caída mediante una acumulación de sucesivos incrementos de potencia con sucesivos incrementos de la velocidad."

Según Shlomo Pines, la teoría de al-Baghdaadi sobre el movimiento era "la más antigua negación de la ley dinámica fundamental de Aristóteles [que una fuerza constante produce un movimiento uniforme], [y por lo tanto es] un anticipo en una forma algo difusa de la ley fundamental de la mecánica clásica [que indica que una fuerza aplicada en forma continua produce una aceleración]."